# Amemboides
Amemboides is een geslacht van halfvleugeligen uit de familie van de Gerridae (schaatsenrijders). Het geslacht werd voor het eerst wetenschappelijk beschreven door John T. Polhemus en Nils Møller Andersen in 1984.

## Soorten
Het genus bevat de volgende soorten:

- Amemboides falcatus Tran & J.Polhemus, 2009
- Amemboides fasciculatus Ye, D.Polhemus & Bu, 2017
- Amemboides gladiolus Tran & J.Polhemus, 2009
- Amemboides nodosus (J.Polhemus & Andersen, 1984)
- Amemboides perlatus (J.Polhemus & Andersen, 1984)
- Amemboides pilifer (Zettel, Yang & Tran, 2007)
- Amemboides ptychoconnexiva (J.Polhemus & Andersen, 1984)
- Amemboides setosus (J.Polhemus & Andersen, 1984)
- Amemboides sexualis (J.Polhemus & Andersen, 1984)
- Amemboides vasarhelyii (Zettel, 1995)
- Amemboides velaris (J.Polhemus & Andersen, 1984)
- Amemboides yunnanus (Zettel, Yang & Tran, 2007)